# Peter J. Ratcliffe
Sir Peter John Ratcliffe (n. 14 mai 1954, Morecambe, Anglia, Regatul Unit), membru al Royal Society, este un medic și biolog britanic, cunoscut pentru cercetările sale asupra reacțiilor celulare la hipoxie.  În 2019 a fost distins cu Premiul Nobel pentru Fiziologie sau Medicină, împreună cu William G. Kaelin Jr. și Gregg L. Semenza, „pentru descoperirile lor asupra modului în care celulele simt și se adaptează la disponibilitatea de oxigen”.